# Micatocomus isomeroides
Micatocomus isomeroides là một loài bọ cánh cứng trong họ Cerambycidae.